# Helina nitens
Helina nitens este o specie de muște din genul Helina, familia Muscidae. A fost descrisă pentru prima dată de Macquart în anul 1855. Conform Catalogue of Life specia Helina nitens nu are subspecii cunoscute.